# Ralph Bryans
Ralph Bryans (né le 7 mars 1941 à Belfast et décédé le 6 août 2014 en Écosse) était un pilote Irlandais qui courait en Championnat du monde de vitesse moto dans les années 1960 à 1967.
Il est le seul pilote moto d'Irlande du Nord à avoir remporté en 1965 le titre en catégorie 50 cm3, au guidon d'une Honda RC 115 bicylindre. C'était également le premier titre d'un 50 cm3 à moteur 4 temps de l'histoire des Grands Prix.

## Carrière en course

### Les débuts
Bryans a commencé à rouler à 16 ans sur une BSA Bantam alors qu'il travaillait comme apprenti monteur chez Chambers Motors à Belfast. Il a participé à sa première course en 1959, la Tandragee 100, sur machine d'emprunt fabriquée par Ambassador Motorcycles (en) à moteur Villiers de 197 cm3.
Pour la saison 1960, il installe un moteur Triumph Terrier T15 (150 cm3) sur un châssis Bantam, remportant le championnat irlandais en catégorie 200 cm3.

### Pilote privé
Pour la saison 1961, Bryans est ensuite passé à une Manx Norton de 1958 de 350 cm3 fournie par le sponsor James Wilson, un courtier d'assurance. Il se perfectionne en compagnie de coureurs irlandais reconnus comme Tommy Robb (en), Dick Creith (en) ou George Purvis.
En 1962, Bryans participe pour la première fois au TT de l'île de Man (en 50 cm3 sur un Benelli et en 500 cm3 sur sa Wilson-Norton) et plus tard au Grand Prix d'Ulster où il se classe dixième dans la catégorie 500.
1963 - En décembre 1962, Bryans s'est arrangé pour courir sur des Norton préparées par Joe Ryan pour la saison 1963. Il est remarqué par Jim Redman au Grand Prix d'Ulster où il marque 2 points en 500 cm3 pour sa 5e place. Il participe également au Tourist Trophy de l'île de Man en catégorie 125 cm3 avec une 9e place et en 250 cm3 (abandon).

### Pilote d'usine
1964 - Bultaco signe avec Bryans qu'ils ont préalablement invité à tester leurs machines en Espagne, mais lui permette ensuite de profiter d'une offre de l'usine Honda pour piloter des machines d'essai en 1964.
Au "Dutch TT" en 50 cm3, la casse de la Suzuki de Hugh Anderson permet à Ralph Bryans de remporter son premier GP. À la dernière course de la saison au Japon, à cause du forfait des sept Suzuki d'usine engagées, la course des 50 cm3 - remportée par Bryans ne voit que cinq pilotes Honda au départ et ne compte donc pas pour le championnat. Au cours de cette saison, malgré 4 abandons, il est 4 fois vainqueur (Pays-Bas, Belgique, Allemagne, Japon) et assure une 2e place au TT. Finalement il est vice-champion dans la catégorie 50 cm3 avec 30 points, derrière le néo-zélandais Hugh Anderson (42 points) qui est titré dès la course d'Imatra. Pour les records du tour, Anderson et Bryans font jeux égal avec 4 records chacun.
En 125 cm3 pour la première fois de l'histoire, le Grand Prix des États-Unis vient s'ajouter à ceux d'Argentine et du Japon pour conforter le caractère mondial du championnat. Toutefois, les longs et coûteux déplacements qu'imposent ces GP "exotiques" faussent un peu le jeu en défavorisant encore un peu plus les pilotes privés et les petits constructeurs. Il faut attendre le GP d'Espagne pour retrouver les Honda d'usine où Luigi Taveri offre sa première victoire à la 125 Honda 4 cylindres. Il dispose bien d'une machine officielle mais, étant également pilote d'usine Kreidler en 50 cm3, il est engagé à titre privé. En France, apparait Ralph Bryans comme nouvelle recrue, mais jugé trop lent, il est forfait. Kunimitsu Takahashi est  également remercié par Honda après cette course.
Toutefois, ensuite Bryans fait honneur à son contrat en alignant successivement quatre podiums 3e (au TT, aux Pays-Bas et en Ulster), puis second en Finlande auxquels il ajoute une 4e place en Italie. Ces bons résultats le placent 5e au championnat de la catégorie 125 cm3 pour 1964,.
Il participe également en Ulster à la course des 250 cm3 avec la dernière place du podium.
Champion du monde 1965 - De nouveaux les Honda font l'impasse sur la course d'ouverture à Daytona, mais dès l'Allemagne les 50 cm3 Honda de Bryans et Taveri réussissent à contenir les nouvelles Suzuki. Après la 2e place de Bryans en Espagne, ils obtiennent un nouveau doublé en France sur le circuit de Rouen-les-Essarts. Au Tourist Trophy les 50 cm3 ont déjà disputé cinq courses sur huit prévues et malgré la victoire de Taveri, c'est Anderson qui mène le championnat avec 25 points devant les « Hondistes » Taveri (23) et Bryans (22). Au Dutch TT à Assen, la victoire permet à Ralph Bryans de reprendre la tête du championnat. En Belgique où il termine 5e, il ne reste à disputer que le GP du Japon et Bryans mène avec 32 points et trois victoires devant Anderson et Taveri ex aequo (32 points nets et une victoire) et Ernst Degner (26 points et deux victoires).
Au Japon la seconde place suffit à Ralph Bryans, à 23 ans, pour devenir le premier Nord-Irlandais Champion du Monde pour l'équipe de course d'usine Honda avec 38 points marqués. À une époque où les moteurs 2 temps dominent les petites cylindrées, c'est pourtant le premier titre d'un 4 temps en 50 cm3.
Par contre, les deux pilotes Honda abandonneront dès le premier tour en 125 cm3. Nouvelle casse en Espagne, puis en France. Bryans obtient quelques points au TT, en Ulster et en Finlande, et pour finir la saison une 3e place au Japon. Ces résultats le classent 8e au championnat.
Comme l'année précédente il participe en 250 cm3 sur une Honda, aux GP d'Ulster (5e) et de Finlande (3e).
Pour 1966, il se concentre sur les 50 et 125. La saison commence bien par des 3e place en Espagne et des 2e en Allemagne, et ce dans chaque catégorie. En 50 cm3 Bryans enchaîne avec une seconde position au Pays-Bas - où Luigi Taveri l'emporte devant Bryans, probablement sur ordre de l'usine. Ensuite, ignorant les ordres de l'usine, Bryans bat son coéquipier Taveri au Tourist Trophy, victoire suivie d'une 2e place en Italie. Au Japon, Honda boycotte l'épreuve qui a lieu sur le circuit du mont Fuji, en avançant des raisons de sécurité (en fait le circuit de Suzuka lui appartenant, la firme japonaise n'a pas apprécié le transfert de son GP national vers un autre circuit). Conséquence, en l'absence de Honda et donc de Bryans et de Taveri, la deuxième place suffit largement à Hans-Georg Anscheidt pour devenir enfin Champion du Monde en 50 cm3, devant Bryans 2e qui perd son titre et Taveri 3e.
Après l'Espagne, en RFA les Honda-5 sont intouchables en 125 cm3 et Taveri vainqueur, finit devant Bryans. En RDA, Bryans est 6e, puis il alterne des secondes places en Tchécoslovaquie, Ulster et Italie avec une 3e en Finlande et une 7e à l'Île de Man. Mais à chaque fois il est dominé par son coéquipier Luigi Taveri (8 podiums dont 5 victoires) ou par un nouveau venu, Bill Ivy sur sa Yamaha (7 podiums et 4 victoires), bien épaulé par son compatriote Phil Read. En Finlande, par exemple, la course se termine par une quasi égalité entre Read et Taveri et c'est le jury qui donne la victoire à l'Anglais pour quelques centimètres. Luigi Taveri obtient donc, comme tous les deux ans depuis 1962, le titre mondial des 125 cm3, son 3e. Ivy intercale sa Yamaha entre les 2 Honda et Ralph Bryans est sur la troisième marche du podium final.

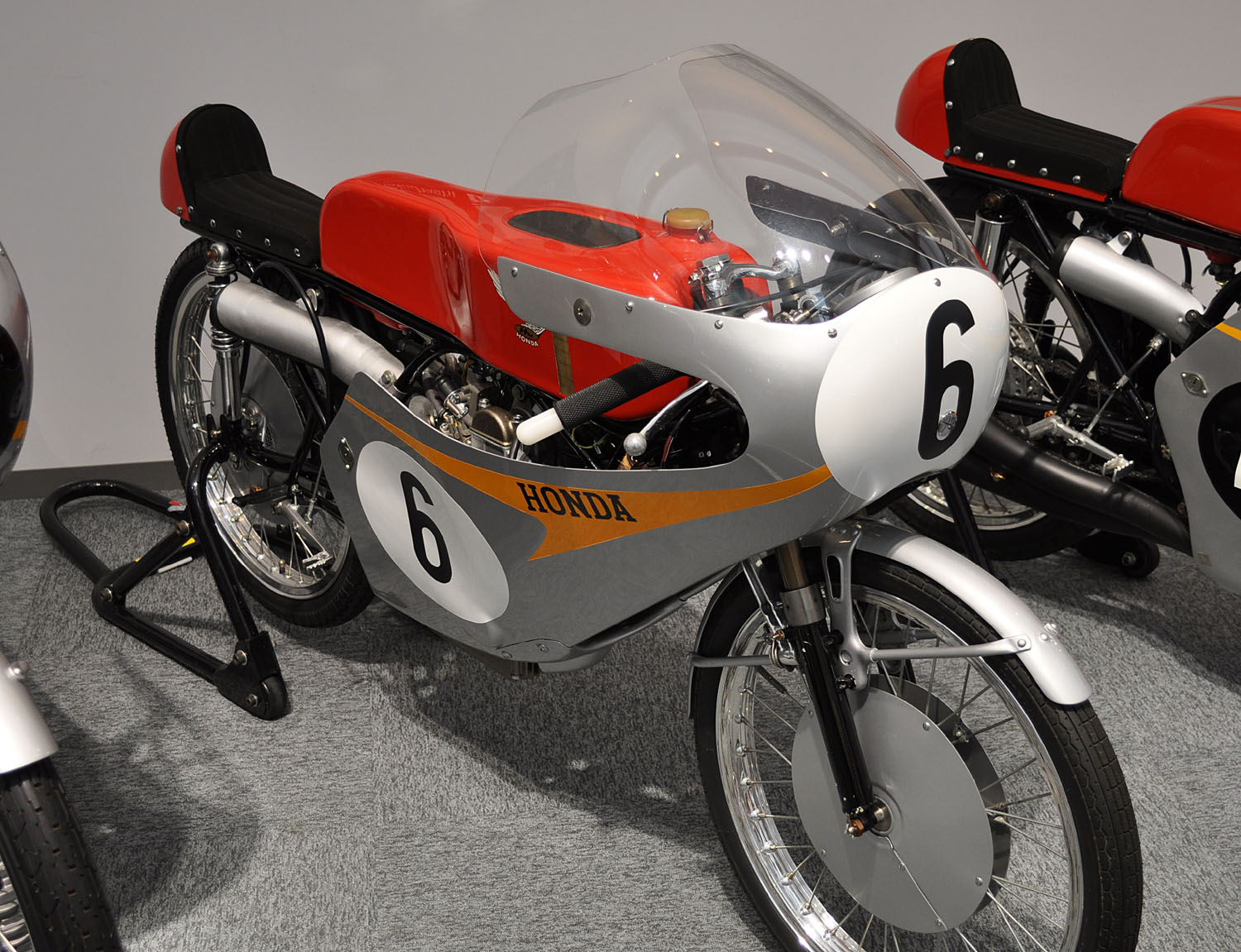
La Honda RC 115 championne du monde avec Bryans en 1965.
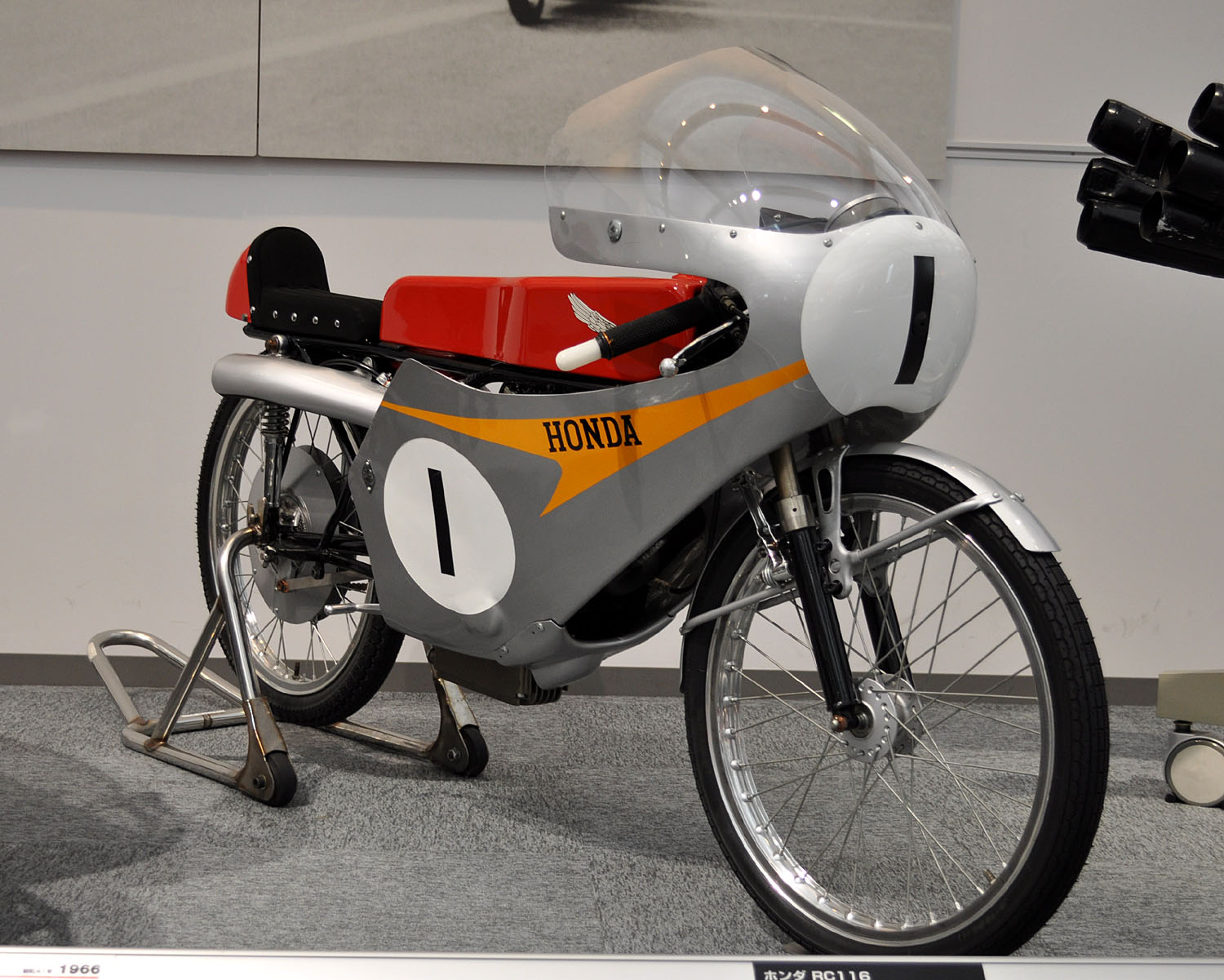
La Honda RC 116 de Ralph Bryans (1966).

En 1967, la firme Honda qui souhaite s'investir en Formule 1 (avec John Surtees) annonce qu'elle abandonne les petites cylindrées. Luigi Taveri préfère se retirer des GP, mais Bryans décide de courir en 250 cm3 et 350 cm3. En Espagne il signe la deuxième place derrière Read pour sa première course au guidon de la Honda-6 en devançant trois Bultaco officielles, puis à Hockenheim, il remporte son premier GP en 250. Il assure ensuite une 4e place en France et quatre 3e places successives (TT, Pays-Bas, Belgique, RDA), termine 4e en Yougoslavie. Après sa 2e place en Ulster, il remonte 2 fois sur la 3e marche du podium en Italie et au Canada et termine la saison par une victoire au Japon. Malgré tous ces bons résultats et 58 points marqués (plus que les 3 pilotes qui le précèdent) il ne se place qu'au pied du podium final de la catégorie.

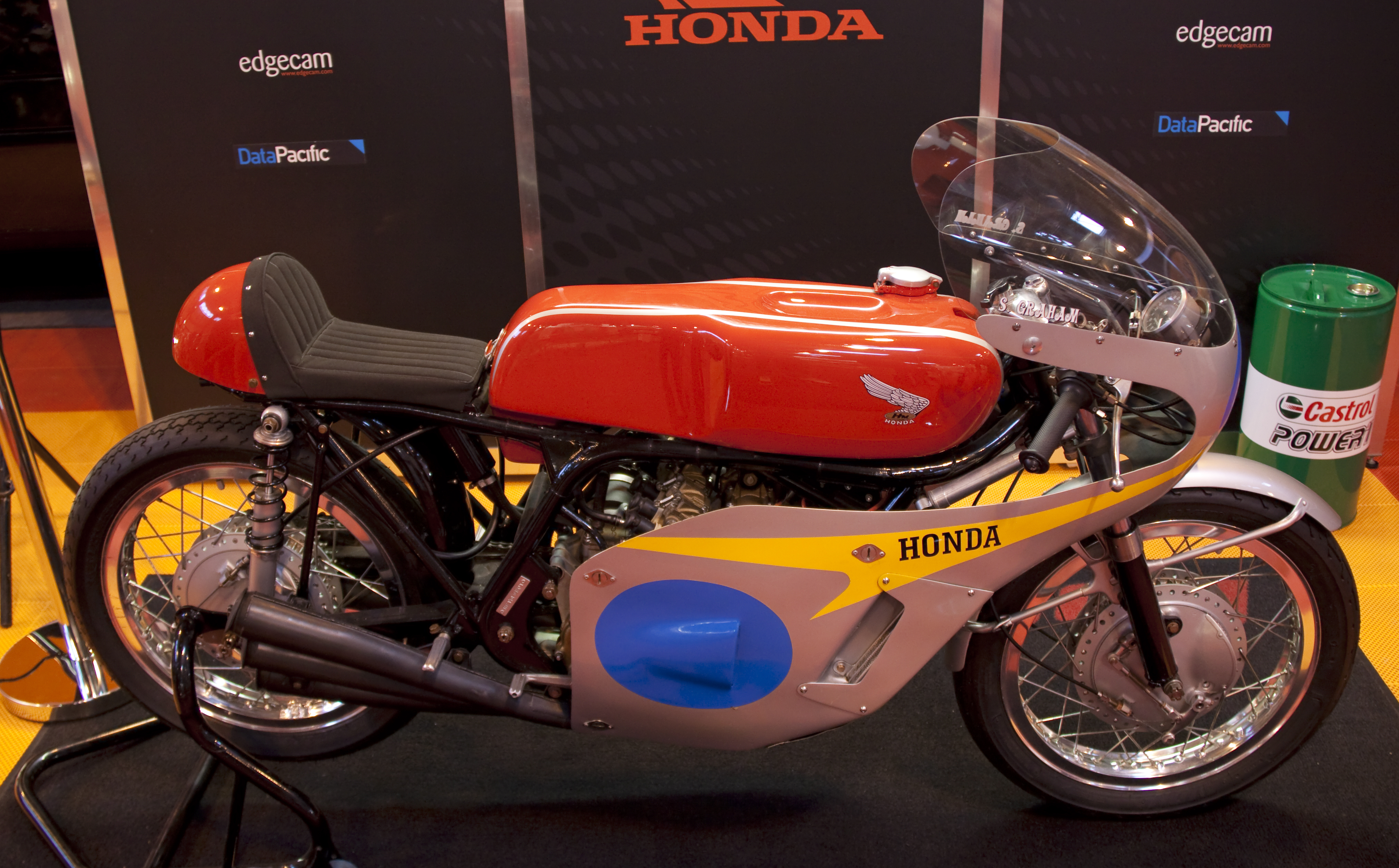
Honda 6 cylindres 250 cm3 - 60 ch à 18 000 tr/min, championne du monde 1967.

En 350, il termine second en Ulster sur la Honda 297 cm3 que lui a laissé Hailwood, puis la course en Italie voit la première victoire de Ralph Bryans dans cette catégorie. Il termine cette saison avec une nouvelle 2e place au Japon. Ainsi en 3 courses, il marque 20 points ce qui le place sur la 3e marche du podium au championnat 350 cm3 derrière  son coéquipier chez Honda Mike Hailwood et Giacomo Agostini sur sa MV Agusta, seuls 5 résultats étant pris en compte sur les 8 courses de cette saison.
1968 - La nouvelle tombe fin février : Honda abandonne définitivement la compétition après sept saisons de GP, 138         victoires dans les cinq classes solos, 16 titres pilotes et 18 titres constructeurs. Honda a atteint les sommets en moto et souhaite s'investir totalement en F1 pour soutenir sa production automobile.
De plus la FIM annonce pour 1969 des restrictions techniques qui rendront inutilisables les 5 et 6-cylindres. Les deux anciens pilotes Honda, Hailwood et Bryans, reçoivent des machines pour les courses hors championnat mais avec interdiction de disputer les GP.
Mike Hailwood reprend donc sa carrière en Formule 1 (commencée de 1963 à1965), de 1971 à 1974 avant de participer à quelques courses en moto, remportant notamment le TT en 1978 et 1979, alors que Ralph Bryans met un terme définitif à sa carrière et se consacre à sa passion, le golf.
Après une courte maladie, Bryans est décédé à son domicile dans le comté d'Ayrshire en Écosse à l'âge de 72 ans le 6 août 2014,.